# Завокзальний житловий район (Луцьк)
Завокзальний — житловий район у Луцьку. З півночі обмежений магістральною вулицею Захисників України, з заходу проспектом Відродження, із сходу залізничною колією, з півдня проходить вздовж річки Сапалаївка.
Забудований переважно житловими багатоповерховими будинками на місці колишнього військового полігону. Забудова району розпочалась в 1970-х роках.

## Інфраструктура
- Завокзальний (Варшавський) ринок
- Північний ринок
- Гіпермаркет «Там Там»[1]
- Торгово-розважальний комплекс «ПортCity»
- Автобусна станція № 1
- Головне управління Пенсійного фонду України у Волинській області[2]
- Будинок-вулик — найдовший житловий будинок у світі[3], побудований за проектом Василя Маловиці[4].

## Вулиці
| Назва                 | Назва на честь, колишні назви | Координати початку Координати кінця | Опис | Будівлі та установи | Фото       |
| --------------------- | --- | --- | --- | --- | ---------- |
| Агатангела Кримського | Кримський Агатангел Юхимович (1871—1942) — український історик, письменник і перекладач, один з організаторів Академії наук України (1918). Жертва сталінського терору. | 50°45′14.5″ пн. ш. 25°21′37″ сх. д. / 50.754028° пн. ш. 25.36028° сх. д. 50°45′17.7″ пн. ш. 25°21′44.1″ сх. д. / 50.754917° пн. ш. 25.362250° сх. д.    | Іде від вул. Липинського до вул. Чорновола | |            |
| Ветеранів             | ветеранів Другої світової війни, праці та Збройних сил | 50°45′32″ пн. ш. 25°22′38″ сх. д. / 50.75889° пн. ш. 25.37722° сх. д. 50°45′19″ пн. ш. 25°21′43″ сх. д. / 50.75528° пн. ш. 25.36194° сх. д.             | Бере початок від перехрестя з пр. Відродження, рухається на захід, де огинаючи ЗОШ № 10, прямує в напрямку вул. Чорновола | Державний архів Волинської області — вул. Ветеранів, 21 Заклади освіти: Дошкільний навчальний заклад № 41, «Пролісок» — вул. Ветеранів 2. Луцька загальноосвітня школа І-ІІІ ступенів № 10 — вул. Ветеранів, 5. Луцька загальноосвітня школа І-ІІІ ступенів № 19 — вул. Ветеранів, 5а. | (всі фото) |
| Воїнів-афганців       | воїнів, які брали участь в афганській війні (1979—1989) | 50°45′39.4″ пн. ш. 25°21′50.6″ сх. д. / 50.760944° пн. ш. 25.364056° сх. д. 50°45′46″ пн. ш. 25°21′33.6″ сх. д. / 50.76278° пн. ш. 25.359333° сх. д.    | Пролягає від пр. Соборності до вул. Кравчука | Дитячий садок №19 "Кобзарик" — вул. Воїнів-афганців, 5 | (всі фото) |
| Гончара               | Гончар Олесь Терентійович (1918—1995) — український радянський письменник, літературний критик, громадський діяч                                                        | 50°45′05.9″ пн. ш. 25°21′31″ сх. д. / 50.751639° пн. ш. 25.35861° сх. д. 50°44′59.4″ пн. ш. 25°21′37.1″ сх. д. / 50.749833° пн. ш. 25.360306° сх. д.    | Іде від вул. Карпенка-Карого до вул. Чорновола | Школа англійської мови «Шерлок» — вул. Гончара 3 Магазин «Аміко-Кераміка» — вул. Гончара 3 |            |
| Захисників України    | Попередня назва — Гордіюк | 50°46′28.6″ пн. ш. 25°21′20.4″ сх. д. / 50.774611° пн. ш. 25.355667° сх. д. 50°46′05″ пн. ш. 25°22′20″ сх. д. / 50.76806° пн. ш. 25.37222° сх. д.       | Починається від шляхопроводу над залізницею, який веде з вул. Ківерцівської й прямує в південно-східному напрямку, перетинаючи вул. Конякіна й закінчується роздоріжжям пр. Відродження, пр. Собороності та вул. Єршова. Утворює перехрестя з вулицями Кравчука і Гущанською             | Заклади освіти: Навчально-методичний центр професійно-технічної освіти — вул. Захисників України, 2.а ДНЗ № 37 «Дзвіночок» — вулиця Захисників України, 5 Луцька філія ТзОВ Медичний коледж «Монада» — вул. Захисників України, 6 ДНЗ № 1 «Лісова казка» — вул. Захисників України, 25 Банки: Ощадбанк — вул. Захисників України, 8 ПриватБанк — вул. Захисників України, 37                                                           | (всі фото) |
| Зацепи                | Зацепа Лев Григорович (1916–1996) — льотчик, учасник Другої світової війни, герой СРСР, проживав у Луцьку                                                               | 50°45′55.9″ пн. ш. 25°21′21.7″ сх. д. / 50.765528° пн. ш. 25.356028° сх. д. 50°45′51.5″ пн. ш. 25°21′38.3″ сх. д. / 50.764306° пн. ш. 25.360639° сх. д. | Пролягає від вул. Конякіна до вул. Кравчука | Магазин «Угринів молоко» — вул. Зацепи, 4 Салон краси «Яна» — вул. Зацепи, 3.м |            |
| Карпенка-Карого       | Іван Карпенко-Карий ((1845-1907)) — український письменник, драматург, актор                                                                                            | 50°46′01.8″ пн. ш. 25°20′45.7″ сх. д. / 50.767167° пн. ш. 25.346028° сх. д. 50°44′14.3″ пн. ш. 25°22′05.4″ сх. д. / 50.737306° пн. ш. 25.368167° сх. д. | Починається від вул. Ківерцівської, проходить через 4 житлові райони міста — Завокзальний, Теремне, Центральний і Дубнівський — до вул. Глушець. | «Варшавський ринок» — вул. Карпенка-Карого, 1 Торговий центр «Ювант» — вул. Карпенка-Карого, 1 Торговий центр «Європа» — вул. Карпенка-Карого, 15.а Релігія: Луцький монастир Святого Василія Великого УГКЦ — вул. Карпенка-Карого, 5 | (всі фото) |
| Конякіна              | Конякін Олександр Федорович (1915-1944) — радянський офіцер, Герой Радянського Союзу                                                                                    | 50°46′47.9″ пн. ш. 25°22′02.6″ сх. д. / 50.779972° пн. ш. 25.367389° сх. д. 50°45′36.6″ пн. ш. 25°21′06.7″ сх. д. / 50.760167° пн. ш. 25.351861° сх. д. | Магістральна вулиця Луцька. Починається від вул. Карбишева, перетинає вул. Гордіюк і виходить на вул. Карпенка-Карого. Початок її, до перехрестя з вул. Гордіюк, проходить через житловий район Гуща, а далі через Завокзальний житловий район                                           | Луцьке відділення Державтоінспекції — вул. Конякіна, 14.б Освіта: Технічний коледж Луцького національного технічного університету — вул. Конякіна, 5 Спорт: Спортивний клуб «Інтер Атлетика» — вул. Конякіна, 14 Транспорт: Автостанція № 1 — вул. Конякіна, 39 | (всі фото) |
| Кравчука              | Кравчук Михайло Пилипович (1892-1942) — український математик, академік АН УРСР, доктор фізико-математичних наук, професор Київського політехнічного інституту          | 50°46′13.2″ пн. ш. 25°21′58.1″ сх. д. / 50.770333° пн. ш. 25.366139° сх. д. 50°45′24.4″ пн. ш. 25°21′23″ сх. д. / 50.756778° пн. ш. 25.35639° сх. д.    | Починається від вул. Гордіюк, на основних ділянках паралельна з пр. Собороності, а в районі Варшавського (Завокзального) ринку обидві вулиці йдуть на зближення | Державні установи: Волинський центр соціальної реабілітації дітей-інвалідів — вул. Кравчука, 6 Головне управління Пенсійного фонду України у Волинській області — вул. Кравчука, 22.в Спорт: Спортивний комплекс «Олімпія» — вул. Кравчука, 13 Освіта: Дитячий садок № 4 «Джерельце» — вул. Кравчука, 3.а Луцька гімназія № 21 імені Михайла Кравчука — вул. Кравчука, 14 Луцький навчально-виховний комплекс № 26 — вул. Кравчука, 30 | (всі фото) |
| Липинського           | Липинський В'ячеслав Казимирович (1882-1931) — український політичний діяч, історик, соціолог, публіцист. В часи гетьманату — посол України в Австрії.                  | 50°45′08.9″ пн. ш. 25°21′16.8″ сх. д. / 50.752472° пн. ш. 25.354667° сх. д. 50°45′14.5″ пн. ш. 25°21′37″ сх. д. / 50.754028° пн. ш. 25.36028° сх. д.    | Іде від вул. Карпенка-Карого до вул. Агатангела Кримського | Освіта: Дитячий садок № 40 «Дивосвіт» — вул. Липинського, 6 |            |
| Лідавська             | Хутір Лідавка, на території, якого вона утворилась | 50°45′57.4″ пн. ш. 25°20′57.7″ сх. д. / 50.765944° пн. ш. 25.349361° сх. д. 50°46′27.9″ пн. ш. 25°21′18.9″ сх. д. / 50.774417° пн. ш. 25.355250° сх. д. | Починається від вул. Карпенка-Карого, проходить паралельно залізничній колії до вул. Наливайка | Луцький м'ясокомбінат № 1 — вул. Лідавська, 2 | (всі фото) |
| Молоді проспект       | Попередня назва — Ворошилова | 50°45′37.25″ пн. ш. 25°22′37″ сх. д. / 50.7603472° пн. ш. 25.37694° сх. д. 50°45′50″ пн. ш. 25°22′03″ сх. д. / 50.76389° пн. ш. 25.36750° сх. д.        | Бере початок від перехрестя з пр. Відродження, прямує на північний захід й закінчується площею Героїв Майдану на перехресті з пр. Соборності | Волинська обласна профспілкова бібліотека — пр. Молоді, 4 Освіта: Дитячий садок № 9 «Чарівник» — пр. Молоді, 8.а | (всі фото) |
| Соборності проспект   | Соборність України — об'єднання всіх українських етнічних земель в одній державі. Попередні назви — Малиновського, Жовтневої революції                                  | 50°46′05″ пн. ш. 25°22′20″ сх. д. / 50.76806° пн. ш. 25.37222° сх. д. 50°45′21″ пн. ш. 25°21′09″ сх. д. / 50.75583° пн. ш. 25.35250° сх. д.             | Одна з основних магістралей міста. Бере початок від роздоріжжя вул. Гордіюк, пр. Відродження та вул. Єршова, рухається на південний захід до мосту біля залізничного вокзалу, де переходить в пр. Перемоги. На перехресті з пр. Молоді утворює площу Героїв Майдану перед будинком ЗАГСу | ЗАГС — пр. Соборності, 18 Освіта: Дитячий садок № 11 «Золота рибка» — пр. Соборності, 6.а Дитячий садок № 31 «Орлятко» — пр. Соборності, 21.а Дитячий садок № 20 «Тополинка» — пр. Соборності, 35.а Релігія: Євангельська церква «Відродження» — пр. Соборності, 26.а Кафедральний собор Всіх Святих Землі Волинської — пр. Соборності, 39                                                                                             | (всі фото) |
| Сухомлинського        | Сухомлинський Василь Олександрович (1918-1970) — український радянський педагог, публіцист, письменник                                                                  | 50°45′16″ пн. ш. 25°21′13.3″ сх. д. / 50.75444° пн. ш. 25.353694° сх. д. 50°45′21.2″ пн. ш. 25°21′40.1″ сх. д. / 50.755889° пн. ш. 25.361139° сх. д.    | Починається від вул. Карпенка-Карого, проходить паралельно пр. Соборності і виходить на вул. Чорновола | Торгово-розважальний комплекс «ПортCity» — вул. Сухомлинського, 1 |            |
| Федорова              | Федоров Олексій Федорович (1901–1989) — генерал-майор НКВС, двічі Герой Радянського Союзу, радянський партійний і державний діяч                                        | 50°46′10.5″ пн. ш. 25°21′25.8″ сх. д. / 50.769583° пн. ш. 25.357167° сх. д. 50°46′02.3″ пн. ш. 25°21′46.9″ сх. д. / 50.767306° пн. ш. 25.363028° сх. д. | Пролягає від вул. Конякіна, проходить паралельно вул. Гордіюк до вул. Кравчука | Загальноосвітня школа № 25 — вул. Федорова, 7 | (всі фото) |
| Чорновола             | Чорновіл В'ячеслав Максимович (1937–1999) — український політик, публіцист, політичний в'язень СРСР. Попередня назва — Спортивна                                        | 50°45′25.60″ пн. ш. 25°21′35″ сх. д. / 50.7571111° пн. ш. 25.35972° сх. д. 50°44′56.6″ пн. ш. 25°21′31.9″ сх. д. / 50.749056° пн. ш. 25.358861° сх. д.  | Бере початок від пр. Соборності, рухається на південний схід, де через 500 метрів змінює напрямок на південно-західний і прямує до вул. Карпенка-Карого | Луцька міська дитяча поліклініка — вул. Чорновола, 1 Центр науково-технічної творчості учнівської молоді — вул. Чорновола, 3 Волинська обласна Мала академія наук України — вул. Чорновола, 3 Спортивний комплекс «Альфа Юніверс» — вул. Чорновола, 3, а | (всі фото) |